# Südafrikanische Badmintonmeisterschaft 1952
Die Südafrikanische Badmintonmeisterschaft 1952 fand in Johannesburg statt. Es war die dritte Austragung der nationalen Titelkämpfe im Badminton in Südafrika.

## Titelträger
| Disziplin    | Sieger                    |
| ------------ | ------------------------- |
| Herreneinzel | K. C. Brann               |
| Dameneinzel  | Jane Palmer               |
| Herrendoppel | K. C. Brann R. J. Kidd    |
| Damendoppel  | June Wheating D. Moir     |
| Mixed        | K. C. Brann June Wheating |